# Tachina medogensis
Tachina medogensis är en tvåvingeart som beskrevs av Zhao och Zhou 1988. Tachina medogensis ingår i släktet Tachina och familjen parasitflugor. Inga underarter finns listade i Catalogue of Life.